# Monte Prado
Il monte Prado o Prato (2054 m s.l.m.) è la montagna più alta della Toscana, posto sullo spartiacque dell'Appennino tosco-emiliano, il cui crinale segna il confine tra la provincia di Reggio Emilia e la provincia di Lucca.
Sul versante emiliano, la vetta segna il confine tra i comuni di Ventasso e Villa Minozzo, mentre il versante toscano appartiene al comune di Sillano Giuncugnano, in Garfagnana.
È uno sito di interesse comunitario e zona di protezione speciale (IT4030006), interamente contenuto nel Parco nazionale dell'Appennino Tosco-Emiliano.

## Descrizione

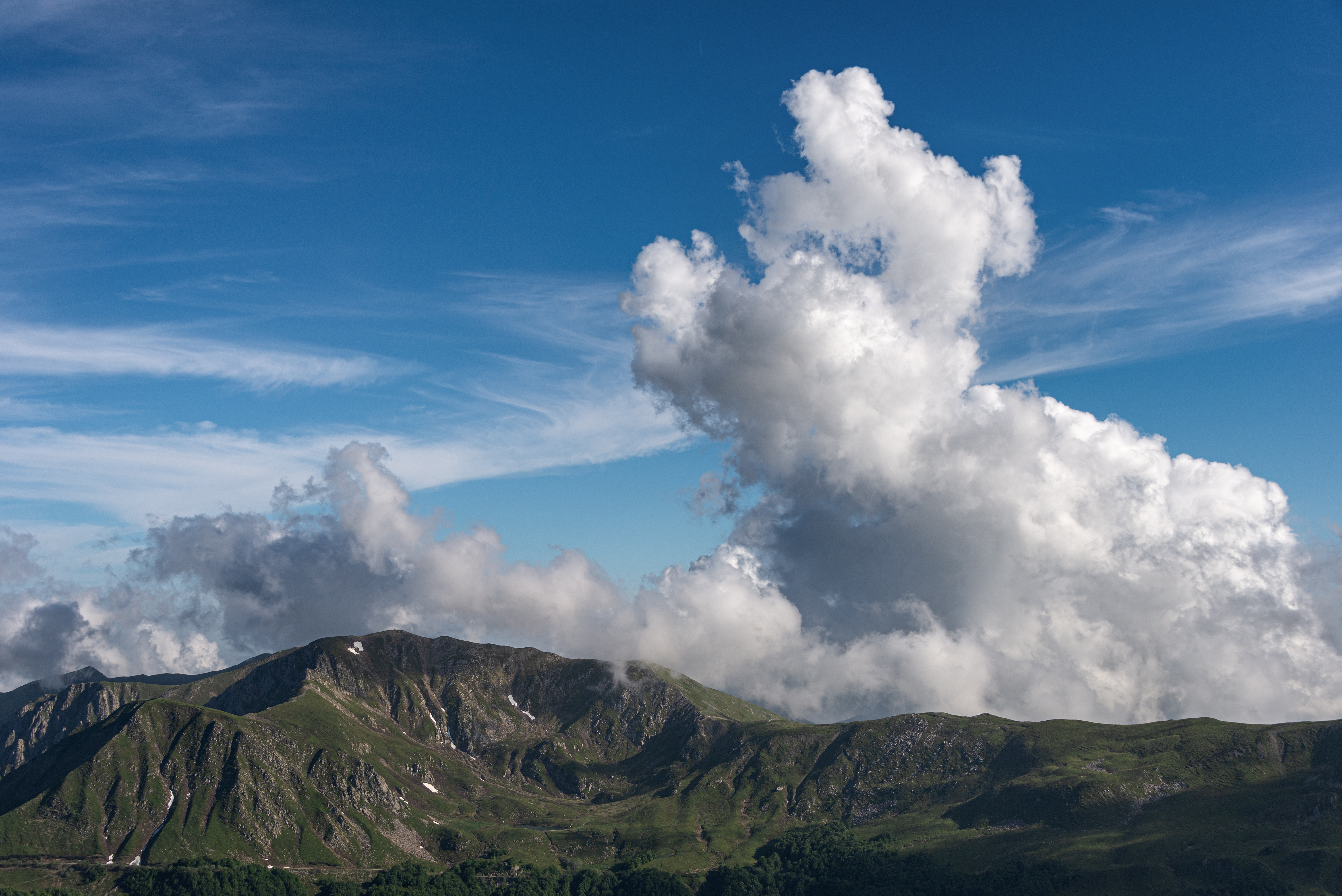
Il M. Prado a metà giugno

Il monte Prado è localizzato tra il passo di Pradarena (situato 9,5 km a nord-ovest) e il passo delle Radici (8 km a sud-est). È poco distante (4,5 km più a sud) dal monte Cusna (2120 m s.l.m.), la vetta più alta dell'Appennino reggiano. Quest'area è interamente inclusa nel Parco nazionale dell'Appennino tosco-emiliano per il suo alto valore naturalistico.
Il clima locale è quello tipico del crinale tosco-emiliano, con temperatura media annuale di circa 5 °C e precipitazioni medie annue di circa 2 000 mm. Le precipitazioni più intense, in maggioranza nevose, avvengono tra novembre ed aprile. La neve si scioglie da maggio fino all'inizio dell'estate, a seconda delle differenze altimetriche e di esposizione.
Il substrato geologico è costituito per lo più da spesse coltri sedimentarie, con alternanza di strati arenacei e marmosi.
Il versante settentrionale del monte Prado è caratterizzato da tipiche geoforme glaciali, come circhi e depositi morenici, originatisi durante il periodo würmiano.
La morfologia glaciale è evidente: il circo glaciale ha pareti ripide e rocciose, mentre la base è livellata e attraversata da almeno tre ordini di depositi morenici, probabilmente corrispondenti ai differenti stadi della ritirata dei ghiacci e che racchiudono piccole aree umide e il lago della Bargetana. Una piccola nicchia glaciale, dove spesso la neve persiste fino alla fine di luglio, si può notare sul lato destro del circo glaciale, ad una quota compresa fra i 1 850 e i 1 900 metri.
La zona è raggiungibile sia da Ligonchio attraverso la strada che sale dalla località "Presa Alta" fino ai rifugi Bargetana e Battisti, posti ai piedi del monte, che da Civago salendo dal rifugio Segheria.

### Flora
Nell'ambito di questo quadro floristico generale, il monte Prado nell'Appennino reggiano appare come una delle zone in assoluto più ricche dal punto di vista floristico; per questo è stato definito in passato un vero «paradiso botanico». L'esplorazione botanica del monte Prado è tra le più antiche dell'Appennino tosco-emiliano. Risalgono alla metà del secolo scorso le raccolte di Filippo Calandrini, i cui risultati furono poi pubblicati da Teodoro Caruel (1860-1864). A Calandrini sono dovute le segnalazioni di Senecìo incanus e Lychnis alpìna, due tra le presenze fioristiche più interessanti del Monte Prado.
In tempi recenti l'area ha attirato l'attenzione di vari botanici che le hanno dedicato studi specifici di carattere fioristico (Alessandrini e Branchetti 1997, Flora Reggiana) e vegetazionale. A proposito di questo tipo di studi va ricordata la «Carta della vegetazione di Monte Prado» (G. Rossi, 1993) realizzata alla scala 1:2000 ed edita a cura dell'Ente Parco del Gigante e della Regione Emilia-Romagna (Assessorato Ambiente). Essa rappresenta un ulteriore progresso nella conoscenza della vegetazione di quest'area e si pone come una sintesi delle conoscenze fino ad allora acquisite nello studio della vegetazione sopraforestale dell'intero Appennino settentrionale.
Dal punto di vista fisionomico, sono state distinte sette tipologie di vegetazione: vegetazione forestale con boschi di latifoglie decidue a dominanza di faggio, vegetazione ad arbusti nani con dominanza di mirtilli (vaccinieti), vegetazione delle praterie soprasilvatiche, vegetazione di valletta nivale (ambienti a lungo innevamento), vegetazione litofila (detriti e rupi), vegetazione acquatica e palustre (ruscellamenti, torbiere e pozze a prosciugamento estivo).